# Herberts Gubiņš
Herberts Christian Gubiņš (Riga, 17 novembre 1914 – Toronto, 2 febbraio 1980) è stato un cestista lettone.

## Carriera
Con la Lettonia ha vinto la medaglia d'oro agli Europei del 1935. In Nazionale vanta complessivamente 5 presenze.
È sepolto presso il Mausoleo del Mount Pleasant Cemetery di Toronto.